# 新幹線700系電聯車
700系電聯車（日语：700系電車）是东海道及山阳新干线的第四代新干线列车，現時由西日本旅客铁道使用，也曾由东海旅客铁道使用。

## 概述
700系電聯車由JR東海及JR西日本共同開發，其目的是以較低成本來進行東海道及山陽新幹線的全面提速，最高速度為每小時285公里（姬路站以東的路線要求達每小時270公里），比500系的每小時300公里稍低15公里；但在生產與操作成本上均比500系便宜，每節車廂的造價為2億3000萬日圓（16節編組列車共計36億4000萬日圓；相對的，同樣是16輛編組的500系列車得耗資50億日圓）。製造方面由日本車輛製造、日立製作所、川崎重工業及近畿車輛負責。
於1997年起開始建造，主要行駛於東海道與山陽新幹線上作為部分希望號（のぞみ）與光號（ひかり）列車使用。
700系列車的車嘴使用鴨嘴型設計，其中C編組和B編組的外型塗裝是在白色車身的車窗下方有一組深藍色線塗裝（上面為粗線、下面為細線），採12M4T的16輛編組，山陽新幹線上隸屬於JR西日本所有的E編組則稱為700系「鐵路之星」（Hikari Rail Star），擁有與C編組和B編組截然不同的黑色車首、黃色車身線條塗裝，以及較短的8輛編組（6M2T）。另外，在700系登場之前有一組6輛編組的高速實驗車輛（新幹線955型電聯車），曾經創下全日本最高速度443km/h的紀錄（1997年），該列車在2002年（平成14年）時除役，和WIN350（新幹線500系900番台實驗車）一起擺放在位於米原的鐵道總合技術研究所（鐵道綜合技術研究所）風洞測試中心。
随着先進與節能的N700系生產，700系已經於2006年全數交車完畢後停產。
2010年末隨著N700系車輛大量投入希望號列車營運，700系車輛轉投入光號列車和回聲號列車班次運用，也在重大節日支援部份班次的希望號，而在2011年3月12日的改點中，由於九州新幹線全面通車，700系7000番台的光號鐵道之星專用車輛轉為回聲號運用，部份的光號改為N700系7000番台運行，但不會在車身上加註「鐵道之星」的字樣。
2012年起，本車型陸續退役（根據日本國鐵以往定下的新幹線使用年期標準，新幹線列車使用13年後退役。)，因此本車型每批車輛由製造當時起計13年，到了使用13年或13年過後便逐步退役，2011年7月C4編成回送至博多綜合車輛所率先退役。同年7月至翌年3月把C11-C18編成移藉至JR西日本。2012年C1-C3、C5編成退役起，順次退役，2013年C6-C10、C19、C20、2014年C21-C28、2015年C29-C32編成總共24列700系列車退役。在2016年JR西日本的中期經營計劃中，引入9列N700系4000番台的新車取代B、C編成(0番台移藉車及700系3000番台)，N700系4000番台增備以來，0番台移藉車率先在2015年10月至2017年2月退役，直至C11編成在2017年2月10日退役後，0番台移籍車終告全數退役。至於B編成(700系3000番台)亦於2017年9月起逐步退役，並由N700系4000番台取代。
2015年10月，JR東海宣佈700系將於2019-2020年全數引退，2017年1月，JR東海的700系C編成最後全檢完畢。及後，JR東海更在2019年10月濱松工場開放日，宣佈700系C編成將於2020年3月改點時全數退役，並同時展出紀念版漆裝700系列車。同年12月11日，JR東海宣佈700系將於次年3月8日早上9時47分開出最後班次（希望號315次，由東京站開往新大阪站）。惟2020年3月2日，JR東海宣佈受新型冠狀病毒疫情影響，該最後班次會取消，並取消相關告別儀式。
當東海道新幹線運用完全終結後，由JR西日本所屬的B編成（700系3000番台）及E編成（700系7000番台，光號鐵路之星用車）將會繼續使用，及後，B編成亦於同月13日正式脫離定期運用，今後將改作臨時列車使用。

## 列車編組
- C編組
  - 16輛編組列車，JR東海所有（原C11-C18轉讓至JR西日本），部分編組曾有一段時間於先頭車及車側繪有「AMBITIOUS JAPAN！」的字樣，載客人數為1323席。
  - 試製車9000番台於1997年秋季出廠，這組列車為C0編組（後改為C1編組），並由JR東海擁有，於半年後進行測試，改良版的量產型車輛於1999年秋季投入服務。

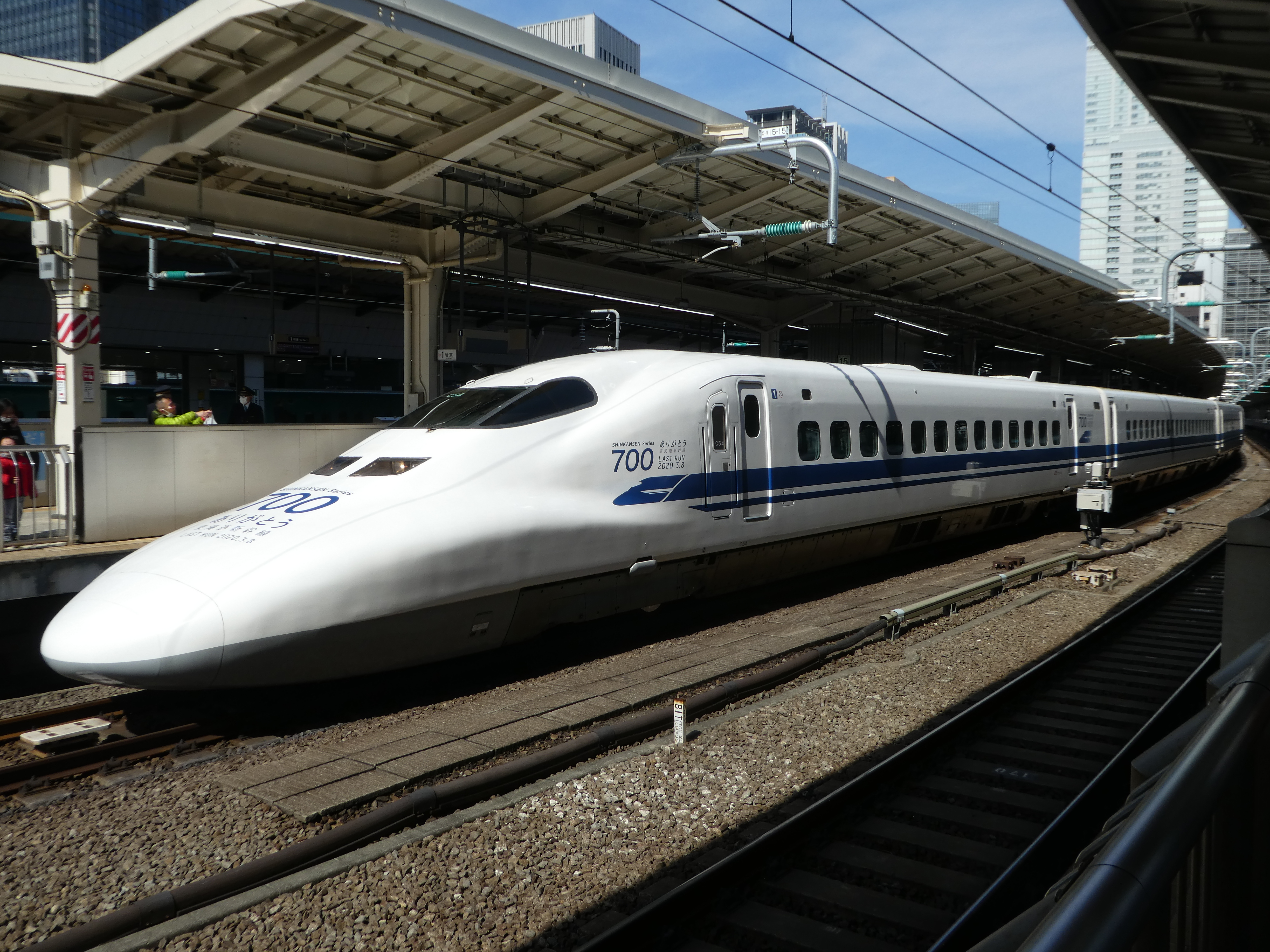
700系C54编成LastRun纪念装饰
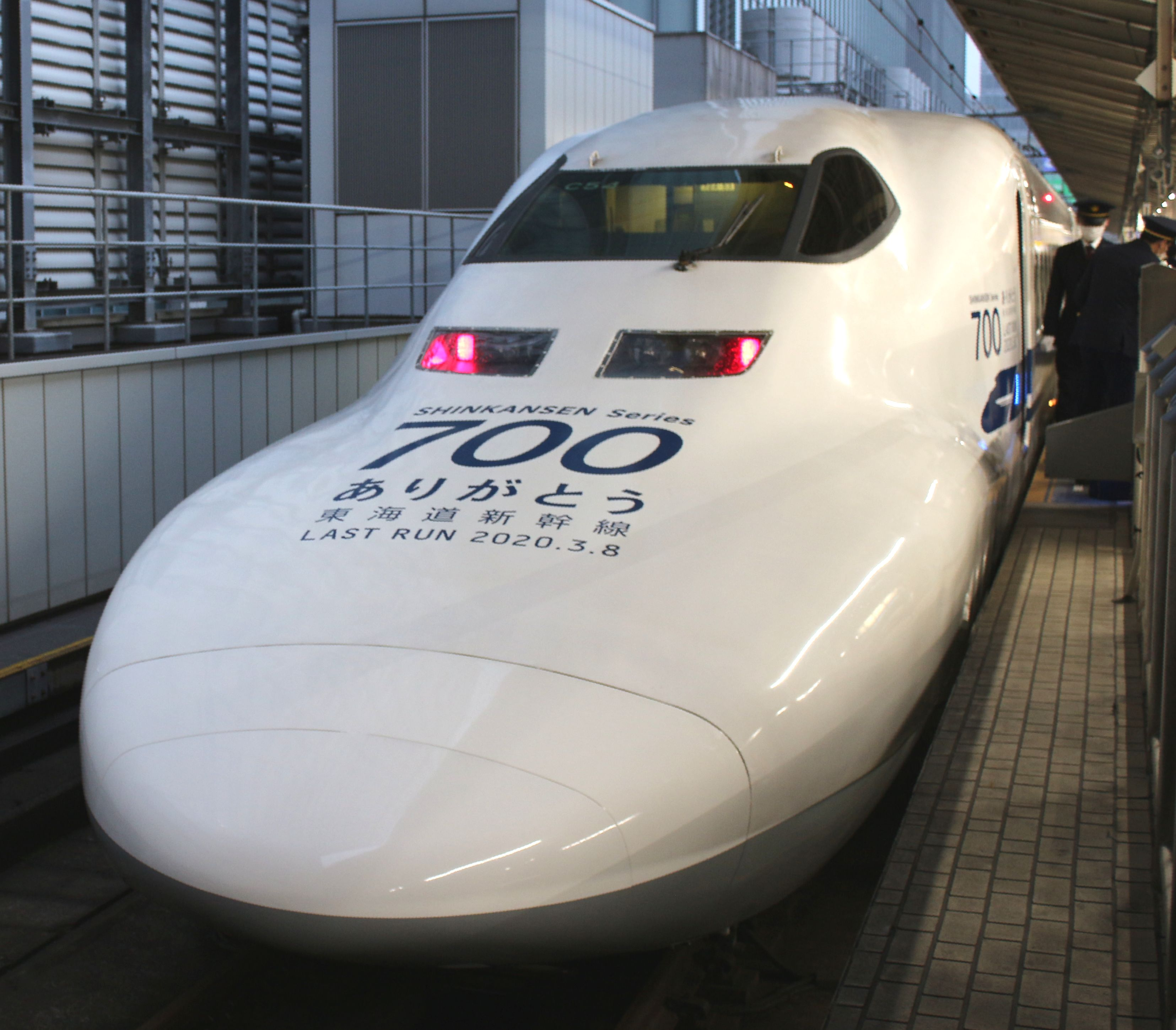
正面装饰：700系感谢（ありがとう700系）
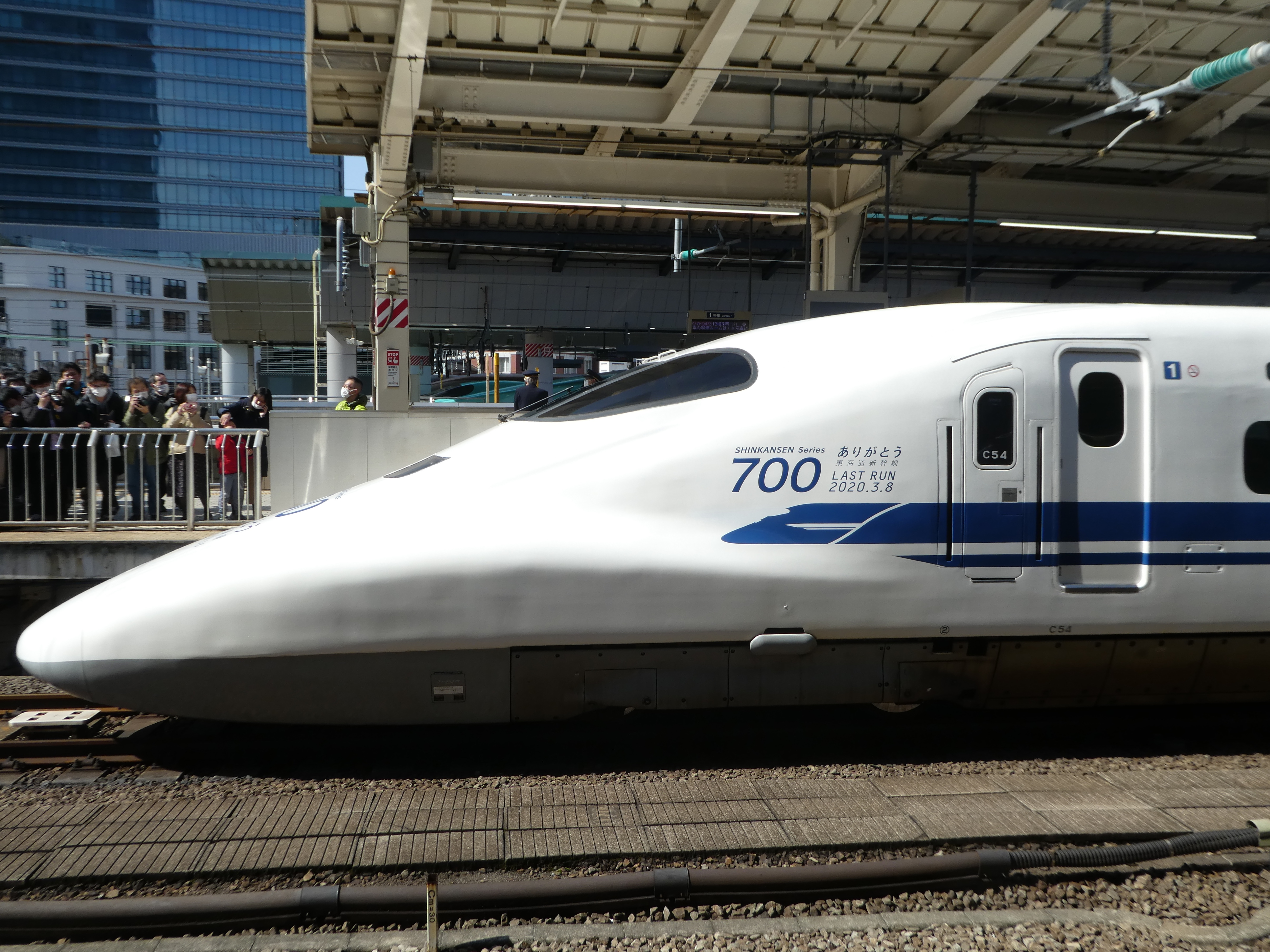
侧面车头装饰：700系感谢（ありがとう700系）
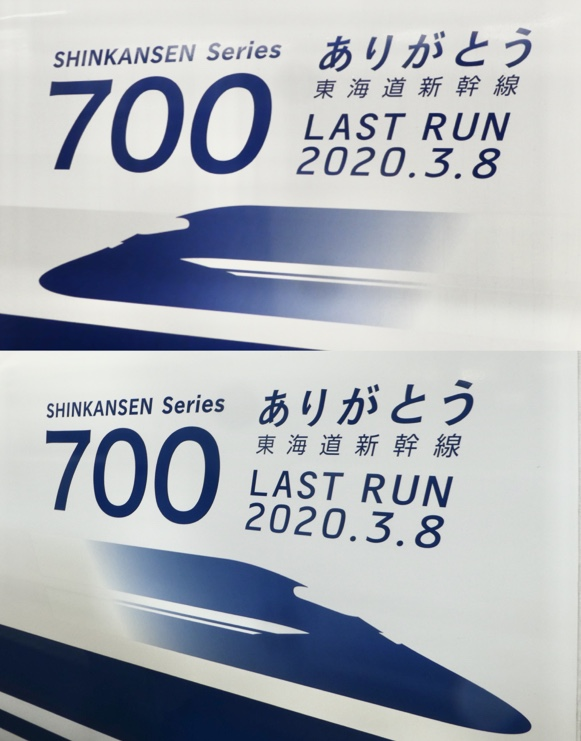
侧面中间车装饰：700系感谢（ありがとう700系）

- B編組
  - 16輛編組列車，JR西日本所有，3000番台，車頭旁邊有JR700的藍色字樣，載客人數為1323席。

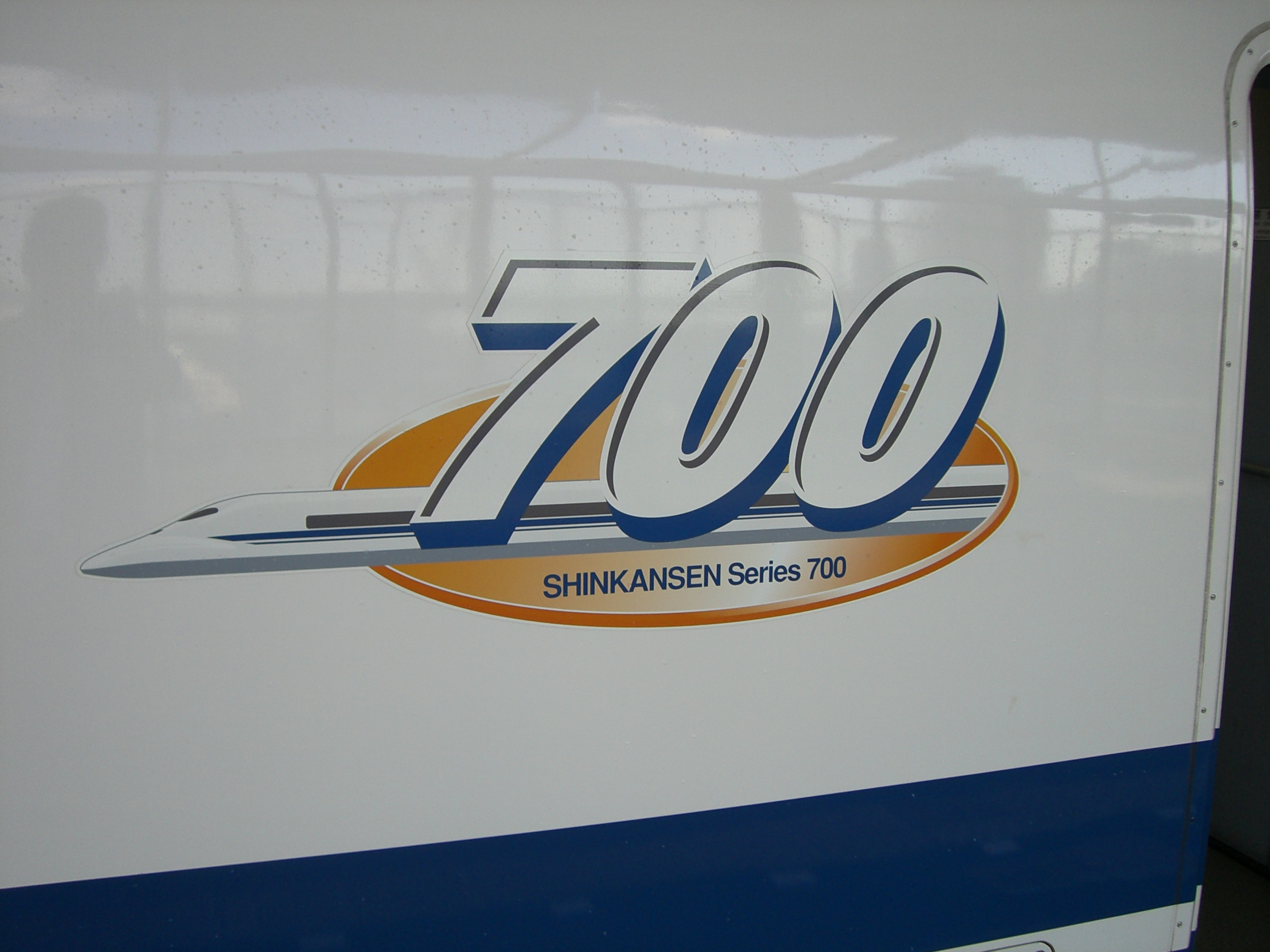
新幹線700系C編組和B編組的标记
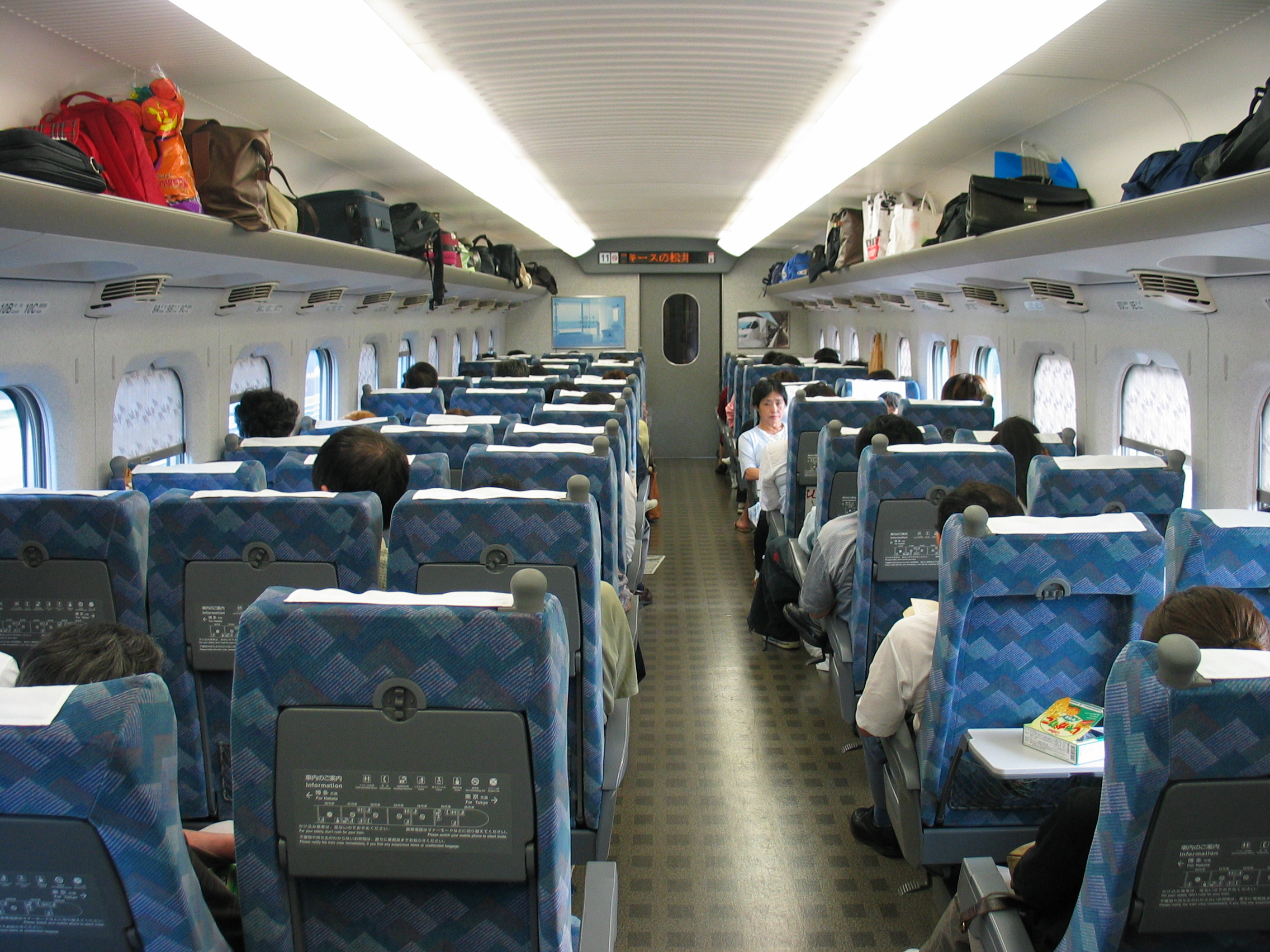
新干线700系列车内部，2004年9月
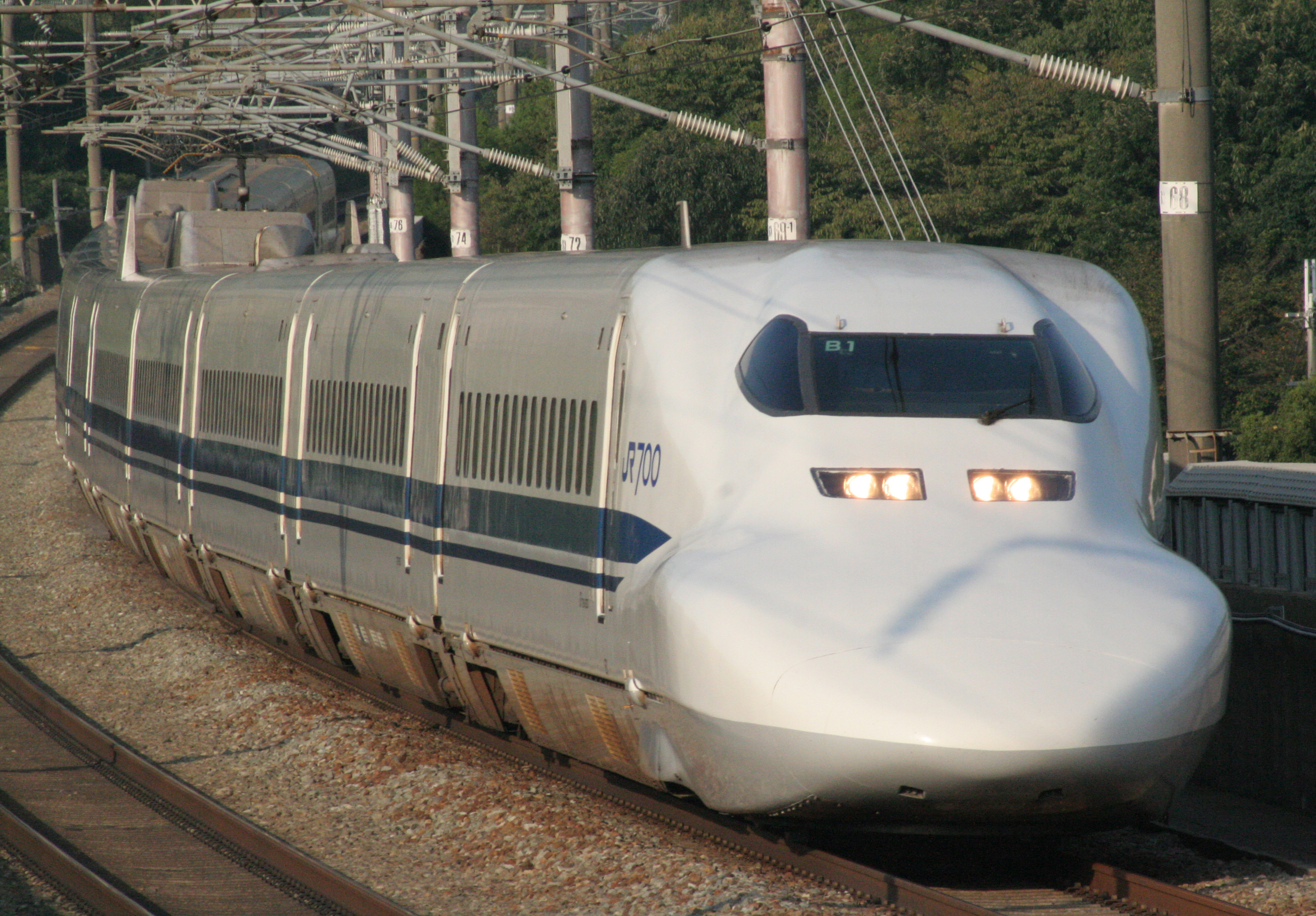
新幹線700系3000番台（车头旁边JR700的蓝色字样）
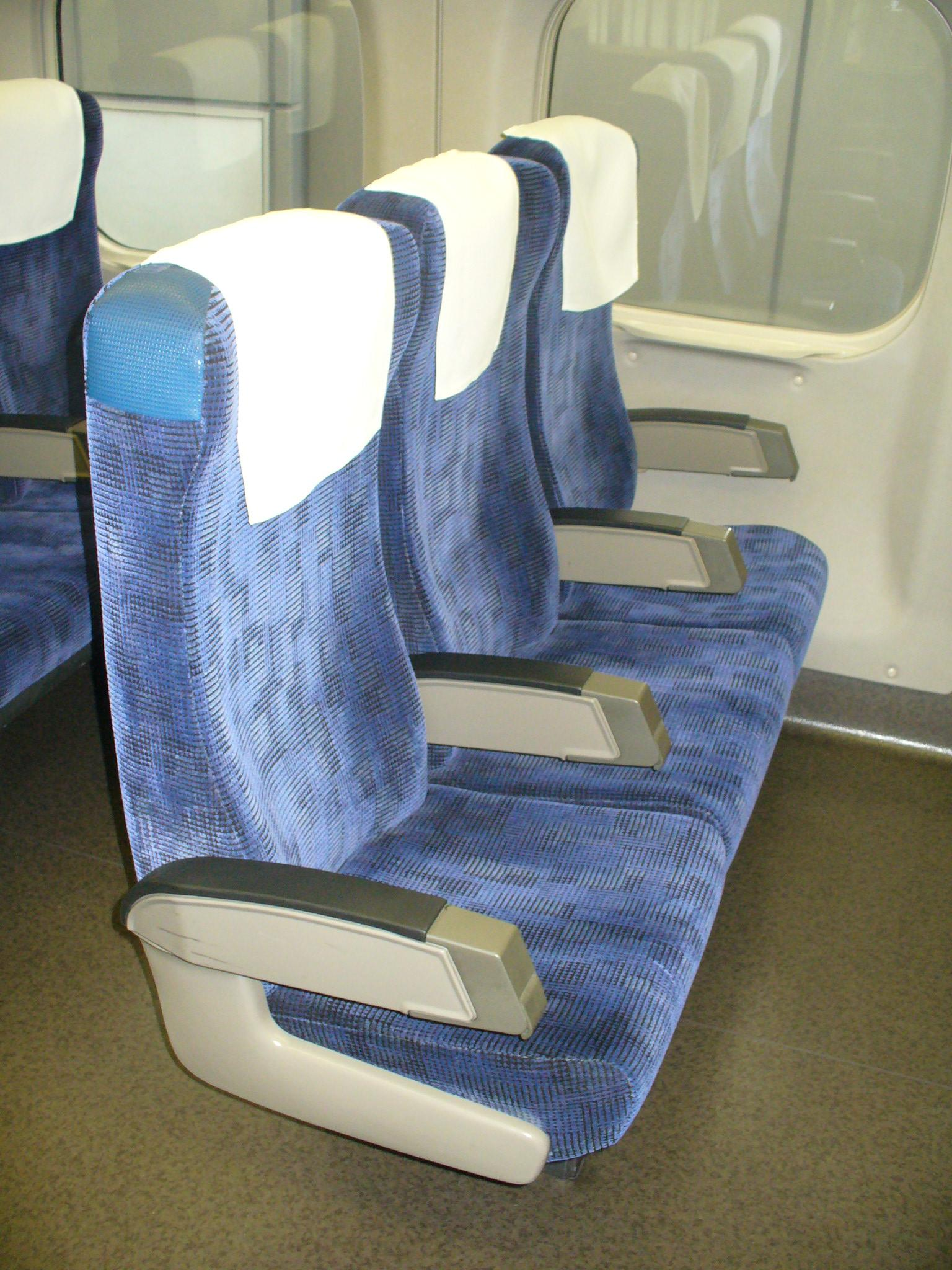
新幹線700系3000番台普通車廂（二等座）座位
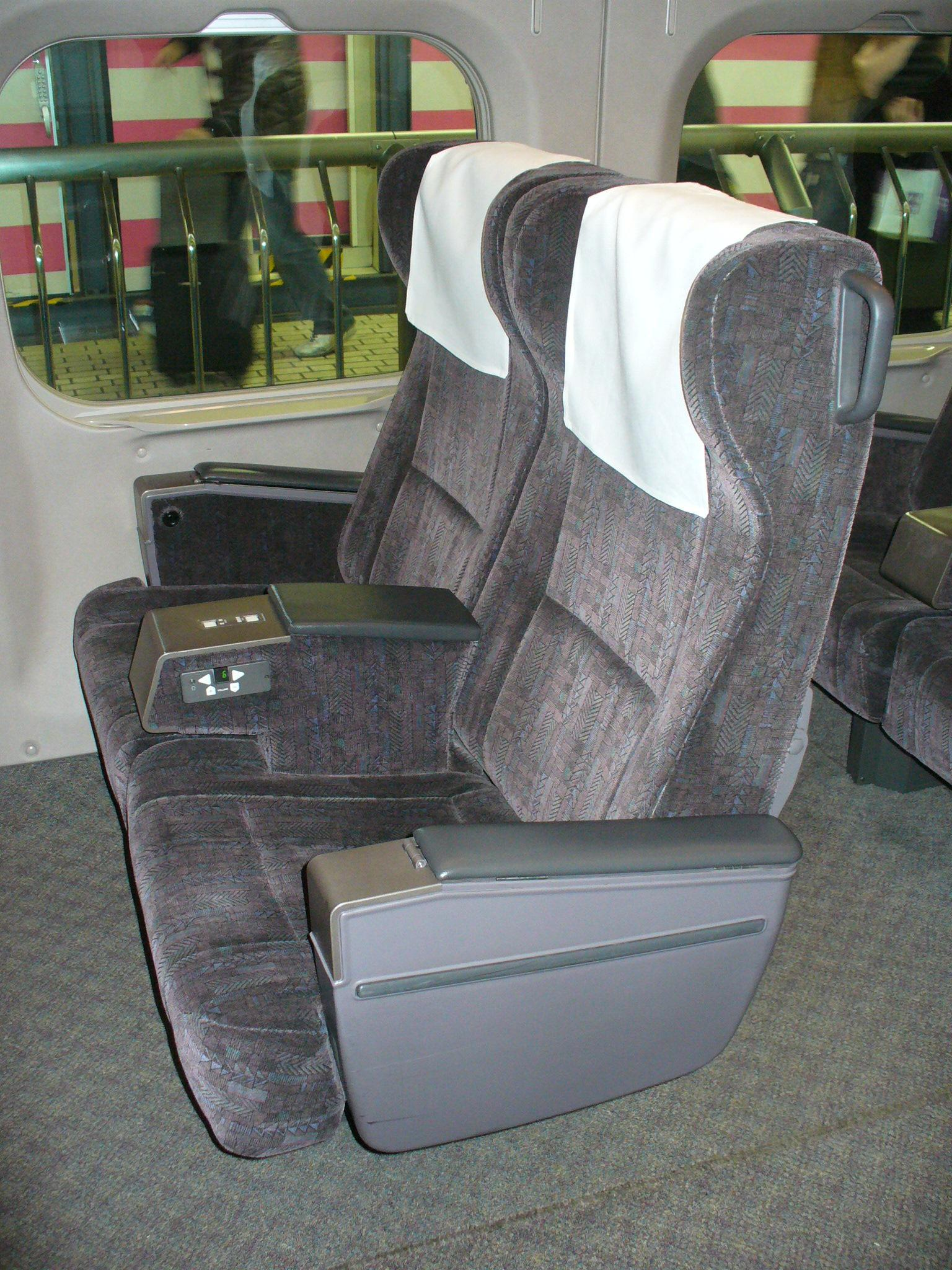
新幹線700系3000番台綠色車廂（一等座）座位
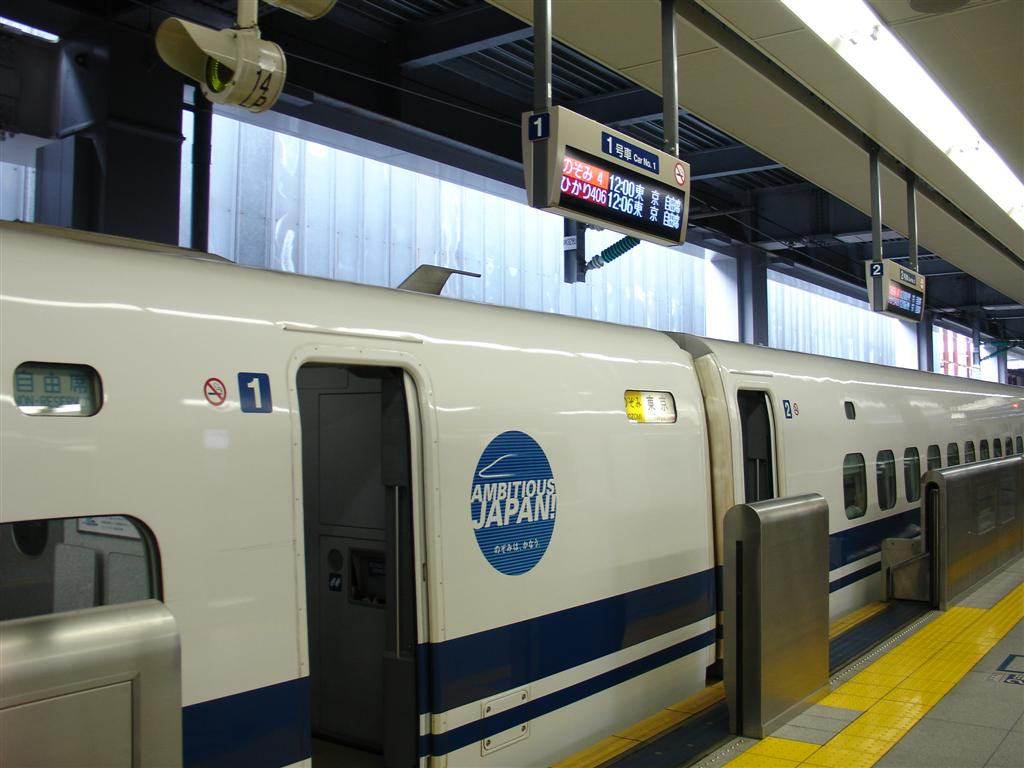
当时700系車側印有的“AMBITIOUS JAPAN！”字樣，现已取消该标记
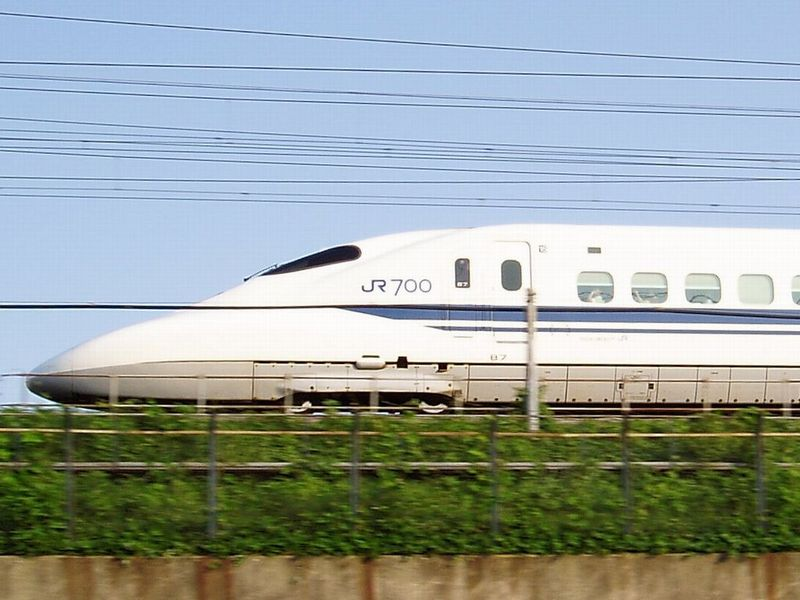
B編組的车头侧面的"JR700"的蓝色字样
700系C1編組（原為量产前之试製车C0，现在为改为运营模式）

- E編組
  - 8輛編組列車，JR西日本所有，7000番台（「光號鐵道之星」），車頭旁邊有「Rail Star」的黑色字樣，載客人數為571席。

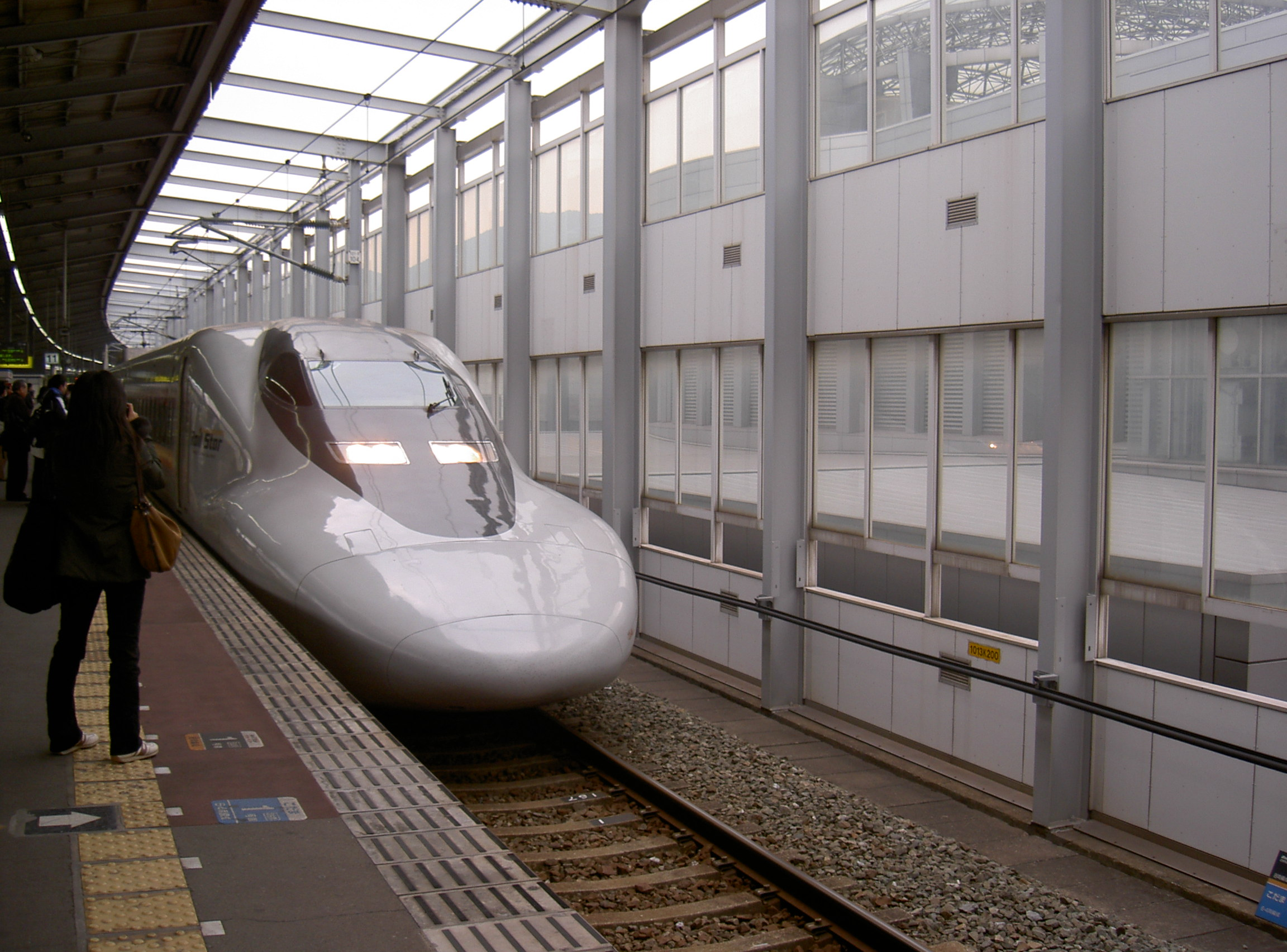
新幹線700系7000番台（「光號鐵路之星」列車）
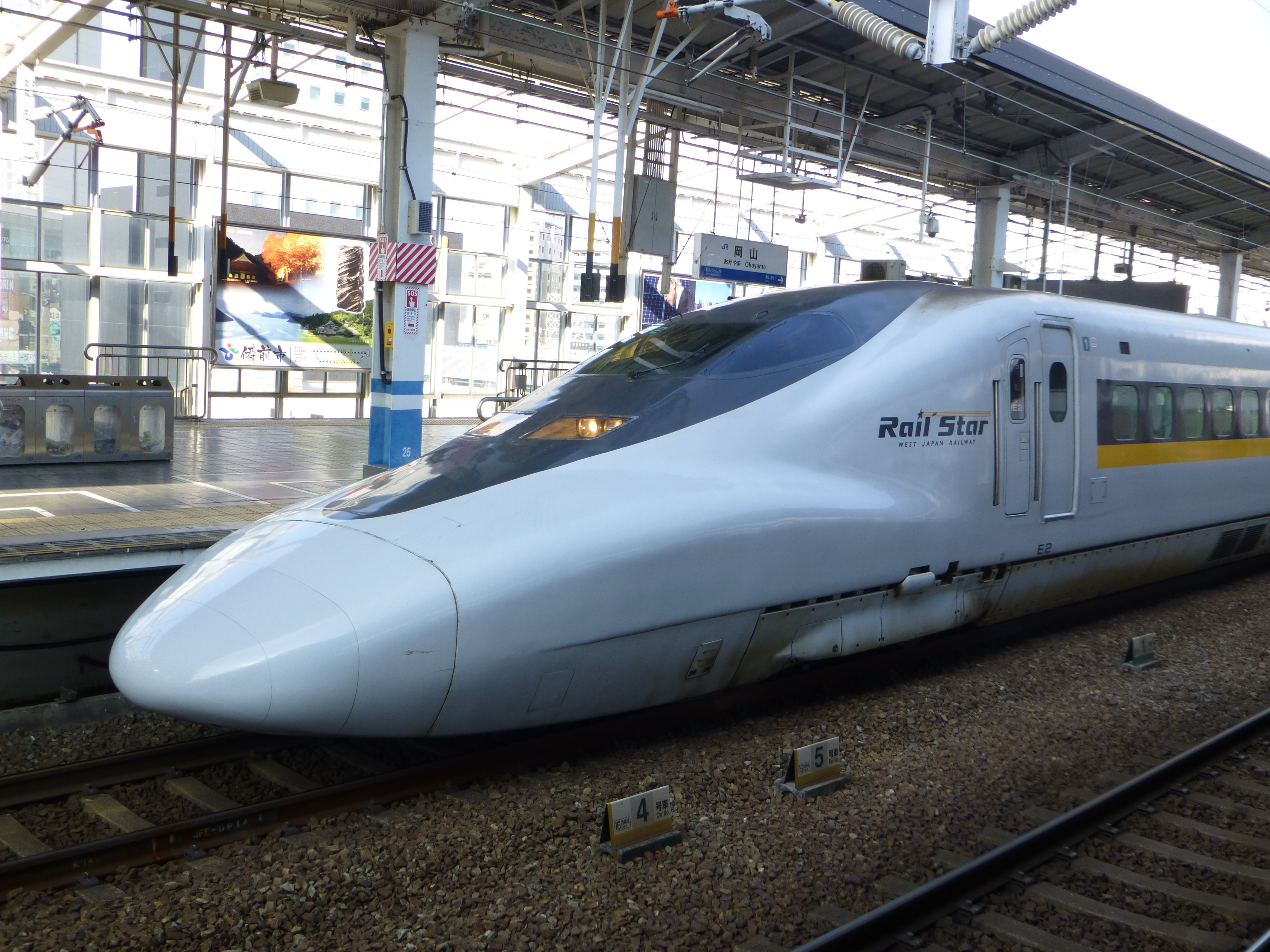
新幹線700系7000番台的車頭與黑色「Rail Star」字樣

## 現役狀況
- JR東海 - 0輛

- JR西日本 - 128輛
  - 8輛編組（E編組、7000番台）×16列 = 128輛（博多綜合車輛所配屬）

- 全部合計128輛

### 編組數量變化
| 年   | C編組  | C編組    | E編組    | B編組    | 備註                                                     |
| 年   | JR東海 | JR西日本 | JR西日本 | JR西日本 | 備註                                                     |
| ---- | ------ | -------- | -------- | -------- | -------------------------------------------------------- |
| 1998 | 1      |          |          |          | 1997年9月28日新製C0（試製車9000番台）                    |
| 1999 | 5      |          |          |          | 新製C2-C5                                                |
| 2000 | 11     |          | 10       |          | 新製C6-C11、E1-E5、E7-E11，C0改為C1                      |
| 2001 | 24     |          | 14       |          | 新製C12-C24、E6、E12-E14                                 |
| 2002 | 37     |          | 15       | 3        | 新製C25-C37、E15、B1-B3                                  |
| 2003 | 48     |          | 15       | 7        | 新製C38-C48、B4-B7                                       |
| 2004 | 54     |          | 15       | 12       | 新製C49-C54、B8-B12                                      |
| 2005 | 60     |          | 15       | 13       | 新製C55-C60、B13，C編組增備完畢                          |
| 2006 | 60     |          | 16       | 15       | 新製E16、B14、B15，E與B編組增備完畢                      |
| 2007 | 60     |          | 16       | 15       |                                                          |
| 2008 | 60     |          | 16       | 15       |                                                          |
| 2009 | 60     |          | 16       | 15       |                                                          |
| 2010 | 60     |          | 16       | 15       |                                                          |
| 2011 | 60     |          | 16       | 15       |                                                          |
| 2012 | 51     | 8        | 16       | 15       | C4編組廢車，C11-C18編組移籍至JR西日本                    |
| 2013 | 43     | 8        | 16       | 15       | C1(9000番台)、C2、C3、C5-C8、C19編組廢車                 |
| 2014 | 36     | 8        | 16       | 15       | C9、C10、C20-C24編組廢車                                 |
| 2015 | 30     | 7        | 16       | 15       | C13、C25-C30編組廢車                                     |
| 2016 | 24     | 2        | 16       | 15       | C12、C15-C18、C31-C34、C36、C39編組廢車                  |
| 2017 | 14     |          | 16       | 13       | C11、C14、C35、C37-C38、C40-C43、C45~C47、B1、B7編組廢車 |
| 2018 | 9      |          | 16       | 10       | C44、C55-58、B2、B8、B13編組廢車                         |
| 2019 | 2      |          | 16       | 3        | C48-52、C59-60、B3、B9-12、B14-15編組廢車                |
| 2020 |        |          | 16       | 1        | C53-54、B5-6編組廢車                                     |
| 2021 |        |          | 16       |          | B4編組廢車                                               |
| 2022 |        |          | 16       |          |                                                          |
| 2023 |        |          | 16       |          |                                                          |

截至2025年2月，E編成全數仍在服役，C及B編成已經全數退役。

## 衍生車輛
- 台灣高速鐵路700T型電聯車
- 800系 - 九州新幹線
- 923形 - 黃色醫生（ドクターイエロー）
- N700系 - 東海道、山陽新幹線

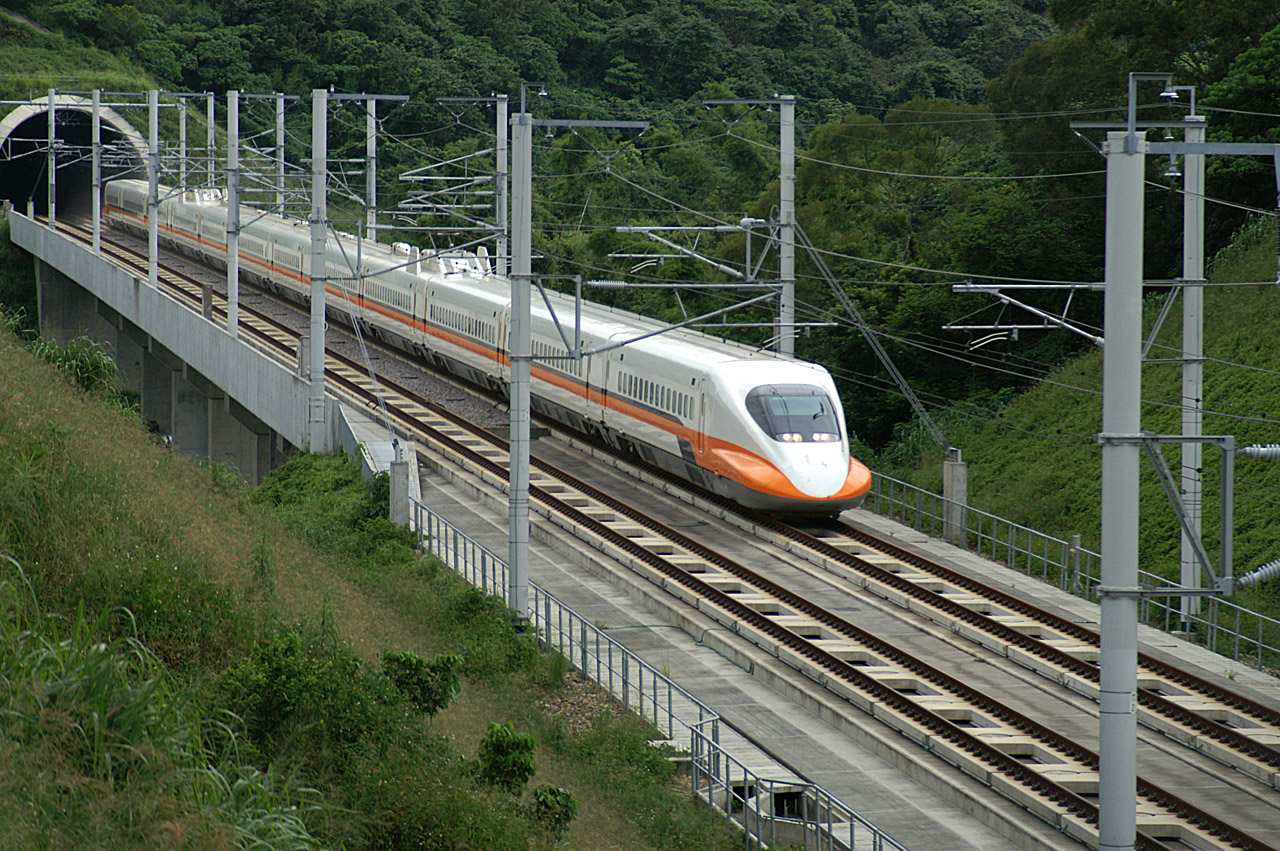
台灣高速鐵路700T型
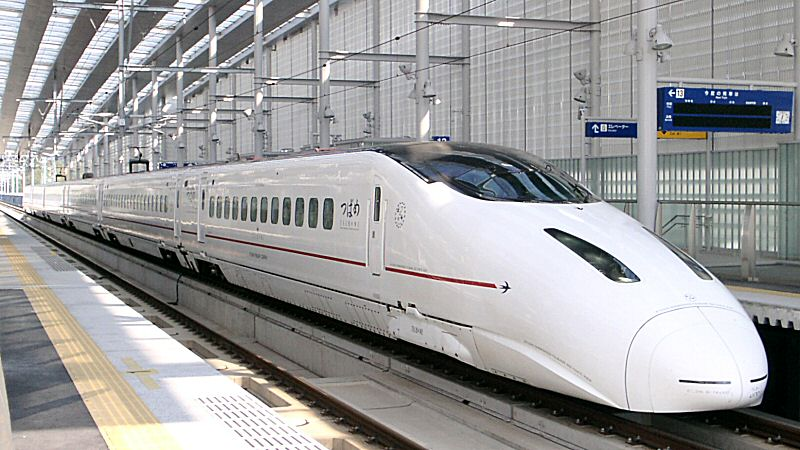
800系
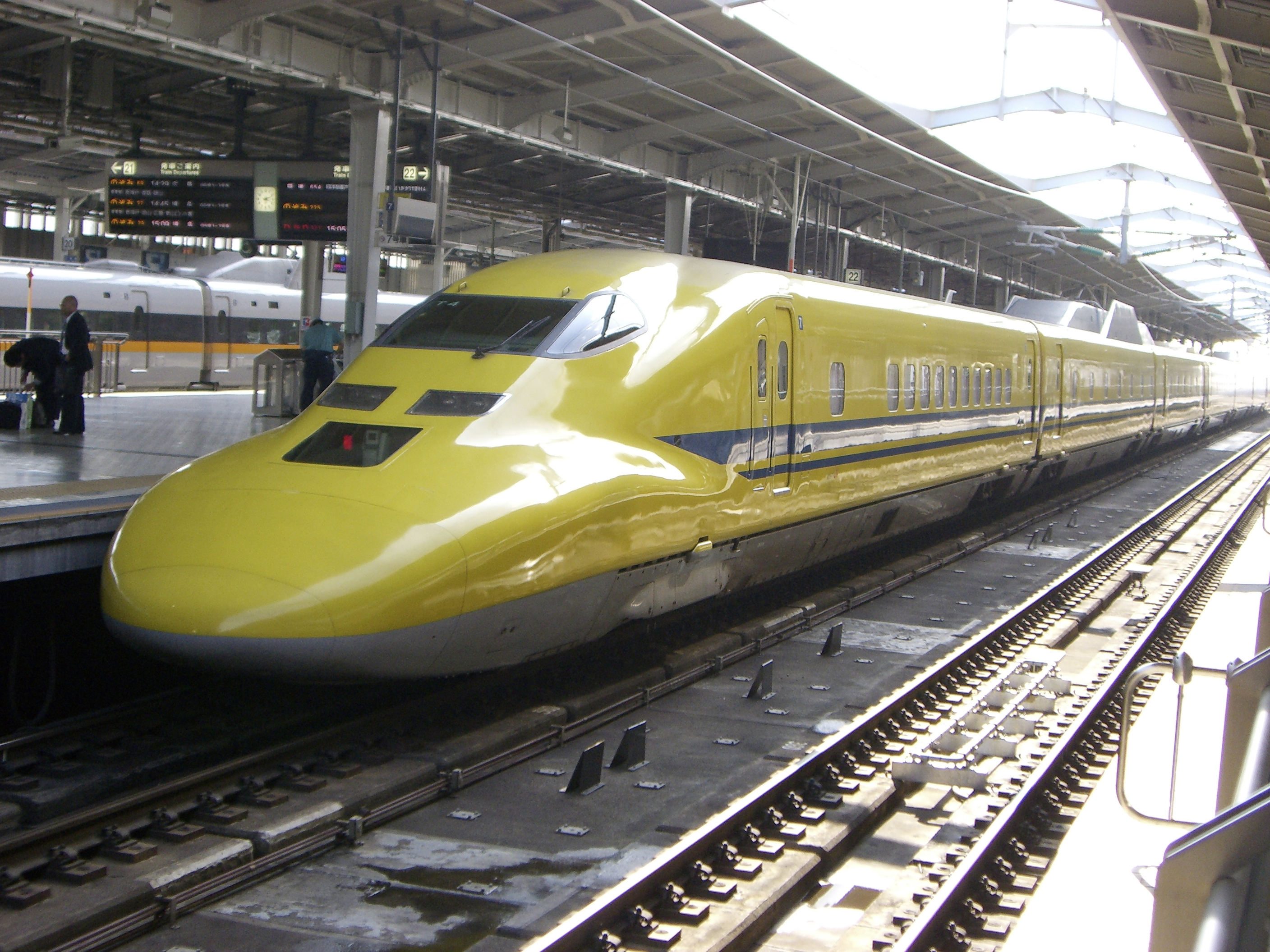
923系（Doctor-Yellow）
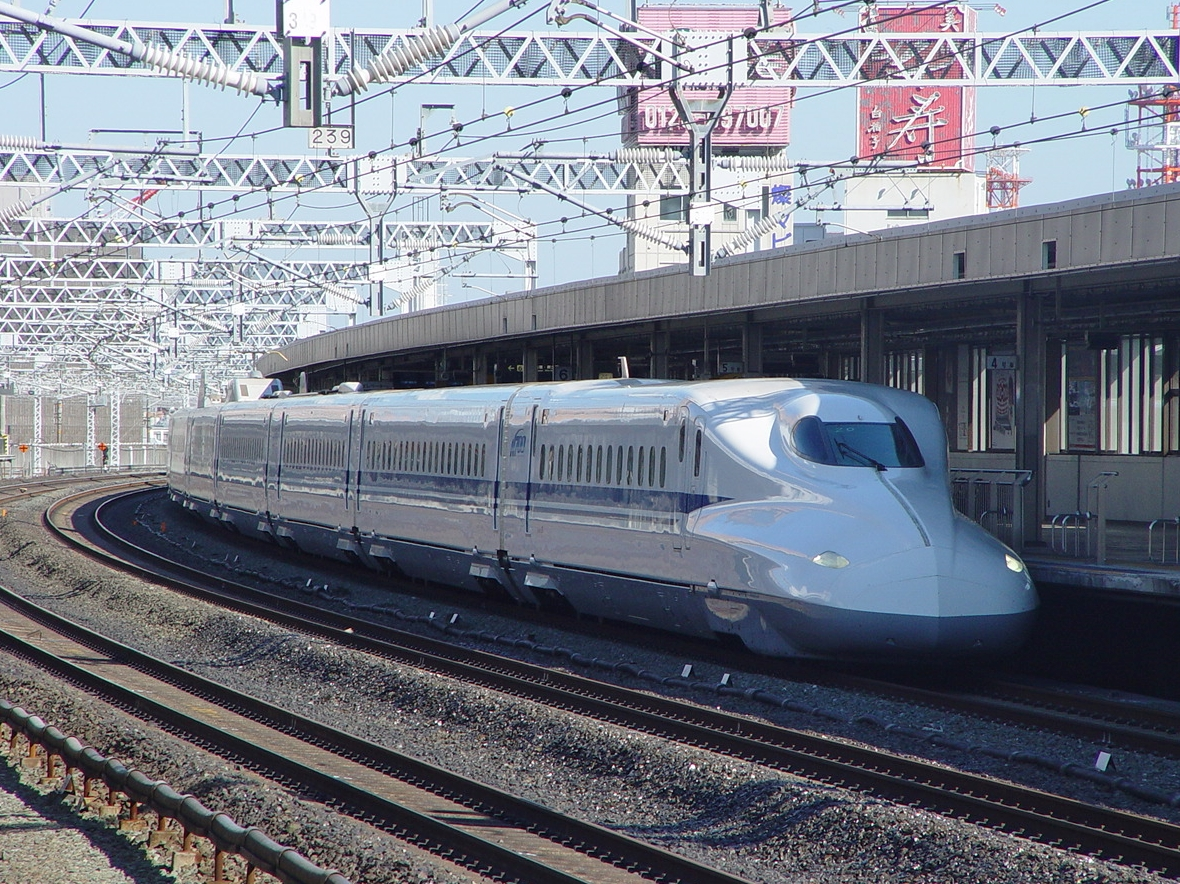
N700系

### 700系列車在日本以外的發展
- 台灣高速鐵路公司：1999年，台灣高速鐵路公司決定將列車等核心技術合約再行招標，最後由川崎重工業得標，向台灣高鐵提供30列以本型列車為技術基礎的300公里級別電車組，是為台灣高速鐵路700T型電聯車，於2004-06年間交付，並於2007年投用。及後，台灣高鐵再於翌年增購四列同型列車，於2015年投用。

- 中華人民共和國鐵道部：2004年4月，鐵道部決定為中國高速鐵路向外國引進列車技術，並擬向日本車輛製造及日立製作所引進700系新幹線技術，因兩方拒絕而作罷，後來改與包括川崎重工業等其他廠家多次談判後，改為引進E2-1000番台技術，是為CRH2。

## 保存车辆
- 723-9001：原為C1編組1號車的700系車頭，於2014年1月2日開始在JR東海所經營、位於名古屋金城埠頭車站附近的磁浮·鐵道館（リニア・鉄道館）中作為固定館藏展出。

## 外部連結
- ひかりレールスター 700系：JRおでかけネット （页面存档备份，存于）
- （日語）列車介紹（近畿車輛）
- （日語）列車介紹（川崎）
- （日語）列車介紹（日本車輛）
  - JR東海700系 （页面存档备份，存于）
  - JR西日本700系3000番台 （页面存档备份，存于）
  - JR西日本700系光號鐵路之星 （页面存档备份，存于）
- （英文）日立製作所－高速鐵路列車產品介紹（含其他新幹線列車）